# アンドレ・ノートン賞
アンドレ・ノートン賞（アンドレ・ノートンしょう、Andre Norton Nebula Award for Middle Grade and Young Adult Fiction〈旧称: Andre Norton Award for Young Adult Science Fiction and Fantasy〉）は、アメリカSFファンタジー作家協会 (SFWA) が主催し、前暦年に刊行されたヤングアダルトおよびミドルグレード向けのSF（スペキュレイティブ・フィクション）・ファンタジー作品を対象にする文学賞。
賞名は著名なヤングアダルト向けSF・ファンタジー作家であるアンドレ・ノートン（1912年 - 2005年）を記念しており、彼女が死去した2005年に創設が発表された。
前暦年に刊行されたあらゆるヤングアダルト・ミドルグレード向けのSFやファンタジー作品を対象としており、グラフィックノベルも含まれる。ワード数の規定はない。
ネビュラ賞と同じ規定に基づいてSFWA会員の投票によって候補作・受賞作が決定し、授賞式もネビュラ賞セレモニーの一環として行われる（同じ作品がアンドレ・ノートン賞とネビュラ賞の両方に同時ノミネートされることもありうる）。当初はネビュラ賞の一部ではなかったが、2019年にネビュラ賞の一カテゴリーとなった。
2009年度以降の規定では、アンドレ・ノートン賞の候補作・受賞作はSFWAの会員による投票で選ばれるが、SFWA会員以外の著作も対象となる。毎年11月15日から翌2月15日までに行われる予備投票で、得票数の多い順に6作が最終候補作となる（6位同票数の作品はすべて候補となる）。本投票は3月に行われ、5月に開催されるネビュラ賞セレモニーで受賞作が発表・授与される。会員は自作に投票することを禁じられている。候補を辞退することはできる。本投票の結果が同数となった場合、予備投票での得票数の多かった方が受賞作となる。

## 受賞作
本賞の年度表記は授賞年度を基準とする。すなわち、2009年度以降は前暦年の刊行作品、2008年度以前は前暦年および前々暦年の刊行作品が対象となっている。
| 受賞年度 | 邦題                           | 原題                                                               | 作者                             |
| -------- | ------------------------------ | ------------------------------------------------------------------ | -------------------------------- |
| 2006年   |                                | Valiant                                                            | ホリー・ブラック                 |
| 2007年   | あたしと魔女の扉               | Magic or Madness                                                   | ジャスティーン・ラーバレスティア |
| 2008年   | ハリー・ポッターと死の秘宝     | Harry Potter and the Deathly Hallows                               | J・K・ローリング                 |
| 2009年   | ほんとうのフローラ             | Flora's Dare                                                       | イザボー・S・ウィルス            |
| 2010年   | 宝石の筏で妖精国を旅した少女   | The Girl Who Circumnavigated Fairyland in a Ship of Her Own Making | キャサリン・M・ヴァレンテ        |
| 2011年   |                                | I Shall Wear Midnight                                              | テリー・プラチェット             |
| 2012年   |                                | The Freedom Maze                                                   | デリア・シャーマン               |
| 2013年   |                                | Fair Coin                                                          | E・C・マイアーズ                 |
| 2014年   |                                | Sister Mine                                                        | ナロ・ホプキンスン               |
| 2015年   |                                | Love Is the Drug                                                   | アラヤ・ドーン・ジョンソン       |
| 2016年   |                                | Updraft                                                            | フラン・ワイルド                 |
| 2017年   |                                | Arabella of Mars                                                   | デイヴィッド・Ｄ・レヴァイン     |
| 2018年   |                                | The Art of Starving                                                | サム・J・ミラー                  |
| 2019年   | オリシャ戦記 血と骨の子        | Children of Blood and Bone                                         | トミ・アデイェミ                 |
| 2020年   |                                | Riverland                                                          | フラン・ワイルド                 |
| 2021年   | パン焼き魔法のモーナ、街を救う | A Wizard’s Guide to Defensive Baking                               | T・キングフィッシャー            |
| 2022年   |                                | A Snake Falls to Earth                                             | ダーシー・リトル・バジャー       |
| 2023年   |                                | Ruby Finley vs. the Interstellar Invasion                          | K・テンペスト・ブラッドフォード  |